# 布蘭登堡的海德薇希
布蘭登堡的海德薇希（德語：Hedwig von Brandenburg，1540年2月23日—1602年10月21日），不倫瑞克-沃爾芬比特爾公爵夫人，布蘭登堡選侯約阿希姆二世的女兒。

## 家庭
1560年，海德薇希與沃爾芬比特爾親王尤里烏斯結婚，兩人共有4子4女：
1. 索菲亞·海德薇希（英语：Sophie Hedwig of Brunswick-Wolfenbüttel）（1561年—1631年）
2. 海因里希·尤里烏斯（1564年—1613年）
3. 瑪麗亞（1566年—1626年）
4. 伊莉莎白（英语：Elisabeth of Brunswick-Wolfenbüttel (1567–1618)）（1567年—1618年）
5. 菲利普·西吉斯蒙德（英语：Philip Sigismund of Brunswick-Wolfenbüttel）（1568年—1623年）
6. 約阿希姆·卡爾（1573年—1615年）
7. 多蘿西亞·奧古斯塔（1577年—1625年）
8. 尤里烏斯·奧古斯特（1578年—1617年）